# 10864 Ямаґатасі
10864 Ямаґатасі (10864 Yamagatashi) — астероїд головного поясу, відкритий 31 серпня 1995 року.
Тіссеранів параметр щодо Юпітера — 3,155.
Названо на честь міста Ямаґатасі (яп. やまがたし(山形市)).